# Kayakoustic
Kayakoutisc is een livemuziekalbum van de Nederlandse band Kayak. Na hun rockoperas Merlin en Nostradamus pakt Kayak het nu kleiner aan. Een (deels) akoestisch album opgenomen in Hoogezand, Theater 't Kielzog.

## Musici
- Ton Scherpenzeel – toetsen, accordeon, zang
- Pim Koopman – slagwerk, zang, piano
- Cindy Oudshoorn – zang, percussie
- Edward Reekers – zang, percussie
- Rob Vunderink – zang, gitaar
- Joost Vergoossen – gitaar
- Jan van Olffen – basgitaar

## Tracklist
| Nr. | Titel                                              | Duur |
| --- | -------------------------------------------------- | ---- |
| 1.  | See See The Sun (Van Leeuwen/Koopman/Scherpenzeel) | 0:40 |
| 2.  | What's In A Name (Scherpenzeel)                    | 5:23 |
| 3.  | Only You And I Know (Scherpenzeel/Linders)         | 3:19 |
| 4.  | Anne (Scherpenzeel/Linders)                        | 4:50 |
| 5.  | Threesome (Vergoossen)                             | 1:25 |
| 6.  | Hold Me Forever (Scherpenzeel/Linders)             | 4:05 |
| 7.  | You're So Bizarre (Scherpenzeel)                   | 3:49 |
| 8.  | Land On The Water (Koopman)                        | 2:29 |
| 9.  | First Signs Of Spring (Scherpenzeel)               | 3:40 |
| 10. | Daughter Or Son (Scherpenzeel)                     | 3:53 |
| 11. | Want You To Be Mine (Scherpenzeel)                 | 5:54 |
| 12. | Ivory Dance (Scherpenzeel)                         | 2:25 |
| 13. | The Fate Of Man (Scherpenzeel/Linders)             | 1:53 |
| 14. | See See The Sun (Van Leeuwen/Koopman/Scherpenzeel) | 4:32 |
| 15. | Royal Bed Bouncer (Scherpenzeel)                   | 4:13 |
| 16. | When Hearts Grow Cold (Scherpenzeel/Linders)       | 4:06 |
| 17. | Act Of Despair (Koopman)                           | 4:15 |
| 18. | Chance For A Lifetime (Scherpenzeel)               | 4:35 |